# Murter
Murter (wł. Morter) – wyspa w Dalmacji, położona w północno-zachodniej części Archipelagu Szybenickiego. Jej powierzchnia wynosi 17,58 km² a długość linii brzegowej 42,6 km. Najwyższe wzniesienie to Raduč (125 m n.p.m.). Na wyspie znajdują się miejscowości Betina, Tisno, Jezera i Murter. Jest ona oddzielona od kontynentu kanałem, który w najwęższym miejscu ma 20 m. W miejscowości Tisno znajduje się most łączący ją z kontynentem.
Wyspa jest zamieszkana od czasów iliryjskich. W północnej części zatoki Hramina u podnóża wzórza Gardina Rzymianie założyli tutaj osadę Colentum. W XIII wieku były tu już dwie miejscowości, Jezera i Veliko Selo. Nazwa Insula Mortari, jak i Srimač (obecne miasto Murter) pojawiają się po raz pierwszy w dokumentach z 1318 r.